# Keith Trask
Keith Trask, född den 27 november 1960 i Hastings, Nya Zeeland, är en nyzeeländsk roddare.
Han tog OS-guld i fyra utan styrman i samband med de olympiska roddtävlingarna 1984 i Los Angeles.